# تشن جيان (مؤرخ)
تشن جيان (بالصينية: 陈兼) هو مؤرخ صيني، ولد في 1952.